# Nicolas Raemy
Nicolas Raemy (* 25. Februar 1992 in Zug, heimatberechtigt in Plaffeien) ist ein Schweizer Handballspieler. Raemy wird zumeist auf Rückraum rechts eingesetzt, kann aber auch auf dem rechten Flügel spielen.

## Karriere

### Verein
Der 1,88 m grosse und 91 kg schwere Linkshänder begann mit dem Handballspiel beim Schweizer Verein BSV Borba Luzern. Vom Nachwuchsprojekt SG Pilatus Handball in Luzern wechselte er 2010 zum HC Kriens-Luzern, mit dem er in der Schweizer NLA debütierte. In der Saison 2010/11 wurde er Dritter in der Nationalliga und qualifizierte sich zum ersten Mal für einen internationalen Wettbewerb. Im EHF Challenge Cup 2011/12 warf er 22 Tore und erreichte den Viertelfinal. Ab der Saison 2014/15 lief er für den Ligarivalen Wacker Thun auf, wo er einen Dreijahresvertrag unterschrieb, der 2017 für zwei Jahre verlängert wurde. Mit Wacker Thun gewann er 2018 die Schweizer Meisterschaft sowie 2019 den SHV-Cup. Nach Beendigung der Schweizer Playoffs 2019 wurde Raemy bei einem kurzzeitigen Gastspiel in den USA mit dem San Francisco CalHeat THC US-amerikanischer Meister. Danach kehrte er zu Wacker Thun zurück, zuletzt wurde sein Vertrag 2023 für weitere zwei Jahre verlängert, Raemy und Wacker Thun trennten sich aber vorzeitig 2024.

### Nationalmannschaft
Raemy stand im Aufgebot der Schweizer Junioren-Auswahlmannschaft für die U-19-European Open 2011, wo er Bronze gewann, 31 Tore erzielte und zum Most Valuable Player gewählt wurde. Im gleichen Jahr erzielte er bei der U-19-Weltmeisterschaft (6. Platz) 53 Tore in sieben Spielen, wodurch er Vierter der Scorerliste wurde. Bei der U-20-Europameisterschaft 2012 gehörte er mit 43 Treffern zu den zehn besten Torschützen des Turniers und kam mit seiner Mannschaft auf Rang 6.
In der Schweizer A-Nationalmannschaft debütierte Raemy am 27. Oktober 2010 gegen Russland. An der Europameisterschaft 2024 warf er drei Tore in drei Spielen und belegte mit dem Team den 21. Rang.
Er bestritt 87 Länderspiele, in denen er 235 Tore erzielte. In der «Nati» trug er die Rückennummer 15. 2024 trat er aus der Nationalmannschaft zurück.
Raemy gewann mit der Schweizer Studentenauswahl die Bronzemedaille bei der Universiade 2015 in Gwangju.

## NLA-Statistik
| Saison    | Verein           | Spiele | Tore | Ø   |
| --------- | ---------------- | ------ | ---- | --- |
| 2010/11   | HC Kriens-Luzern | 29     | 76   | 2,6 |
| 2011/12   | HC Kriens-Luzern | 31     | 143  | 4,6 |
| 2012/13   | HC Kriens-Luzern | 11     | 40   | 3,6 |
| 2013/14   | HC Kriens-Luzern | 20     | 82   | 4,1 |
| 2010–2014 | Gesamt           | 91     | 341  | 3,7 |

## Privates
Nicolas Raemy studierte Sportwissenschaft an der Universität Basel, ab Sommer 2014 in Bern.